# San Diego Zest FC
San Diego Zest FC, é um clube de futebol da cidade de San Diego, Califórnia. Dispta atualmente a Premier Development League, equivalente a quarta divisão no Sistema de ligas de futebol dos Estados Unidos.

## História
O San Diego Zest foi fundado em 2016 pela San Diego Sports Authority, companhia de gestão desportiva de San Diego. A equipe foi anunciada como equipe de expansão da PDL no dia 21 de janeiro de 2016. Sua temporada de estreia na PDL foi na temporada de 2016, ficando em segundo lugar da primeira fase, atrás apenas do FC Tucson. Na primeira partida dos playoffs enfrentou o FC Golden State Force e perdeu a partida por 3x2, sendo eliminado da competição.